# Ragnvald Soma
Ragnvald Soma (* 10. November 1979 in Kvernaland) ist ein ehemaliger norwegischer Fußballspieler. Von 2009 bis 2012 spielte er für den SK Rapid Wien in der österreichischen Bundesliga.

## Vereinskarriere

### Die Anfangsjahre
Soma begann seine Profikarriere bei Bryne FK in der zweiten norwegischen Liga. Zuvor schaffte er beim kleinen Frøyland IL den Sprung in die U-15 Auswahl Norwegens, wodurch er erstmals auf sich aufmerksam machen konnte. Bei Bryne, welcher in Norwegen als „Ausbildungsverein“ gilt, fand er schnell den Weg in die Stammformation und konnte 1999 den Aufstieg in die Tippeligaen feiern. Trotz mehrerer Angebote von größeren Vereinen aus der Tippeligaen, blieb er bei Bryne und schaffte den endgültigen Durchbruch. Mit fünf Torerfolgen als Abwehrspieler war er zweitbester Schütze des Teams und schaffte mit Bryne sensationell den Klassenerhalt. Da er zu dieser Zeit auch in der norwegischen U-21-Auswahl ein fixer Bestandteil war und für Furore sorgte, folgten mehrere Angebote aus dem Ausland.

### Sprung nach England
Im Januar 2001 holte ihn der damalige Manager Harry Redknapp für 1,5 Millionen Pfund in die Premier League zu West Ham United. Zuvor sorgte der Wechsel für einige Kontroversen, da in der englischen Presse eine Aussage von Soma veröffentlicht wurde, in der er angab, lieber in die Serie A zum ebenfalls interessierten AC Perugia wechseln zu wollen, da in England die Spieler zu viel Alkohol trinken würden. Soma dementierte diese Aussage vehement und gab an, falsch zitiert worden zu sein.
In London sollte er in die Fußstapfen von Abwehrroutinier Nigel Winterburn treten, wozu es jedoch nie kam. In eineinhalb Jahren konnte er Winterburn niemals verdrängen und kam lediglich zu sieben Premier-League-Einsätzen. Am Ende der Saison 2000/01 wurde er von den West-Ham Fans auf Kumb.com auf Platz 1 in der Kategorie „Worst Signings“ gewählt, welche alljährlich die größte Verschwendung von Transfergeldern auszeichnet. Da er auch in der Folgesaison die in ihn gesetzten Erwartungen nicht erfüllte, wurde er im Juli 2002 aus Mangel an Interessenten zum Nulltarif wieder nach Bryne transferiert. Zuvor hatte sich noch ein Wechsel nach Österreich zum FK Austria Wien, aufgrund der zu hohen Ablöseforderung der Londoner zerschlagen. Seinen Platz in den West-Ham-Geschichtsbüchern hat er aber trotzdem sicher, da er 2001 im FA Cup beim 1:0-Sieg gegen Manchester United ab der 88. Spielminute zum Einsatz kam. Der Sieg gilt als eine der Sternstunden des Vereins.

### Zurück in Norwegen
Zurück bei Bryne erhielt er auf Anhieb wieder einen Stammplatz und bot ansprechende Leistungen. 2003 folgte eine enttäuschende Spielzeit, in der Bryne Letzter wurde und abstieg.
Da sich Soma durch konstant gute Leistungen wieder einen Namen gemacht hatte, war es für Bryne unmöglich ihn zu halten. Er wechselte zum norwegischen Spitzenklub Brann Bergen. In Folge avancierte er in Bergen zum Abwehrchef und Nationalspieler Norwegens. Nach zwei erfolgreichen Jahren bei Brann, die allerdings von keinem Titel gekrönt wurden, erfolgte der Wechsel innerhalb der Tippeligaen zu Viking Stavanger.
Obwohl über die genauen Transfermodalitäten Stillschweigen vereinbart wurde, gilt der Wechsel als einer der spektakulärsten innerhalb Norwegens. Stavanger zahlte eine mindestens fünfstellige Eurosumme samt den Spieler Bjørn Dahl als Draufgabe. Bei Viking folgten für Soma vier durchwachsene Saisonen ohne Titelgewinn. Als beste Platzierung verbuchte man den dritten Tabellenrang in der Saison 2007. Nachdem Stavanger einen für norwegische Verhältnisse enormen Transferaufwand betrieben hatte, um einen Titel zu gewinnen, wurde ab der Saison 2009 eingespart. Dies bewog Soma seinen Vertrag mit Viking, trotz einem Angebot mit angehobenen Bezügen, nicht zu verlängern. Um noch eine Ablöse zu lukrieren, galt ein Vereinswechsel im Sommer 2009 als wahrscheinlich. Als aussichtsreichster Kandidat wurde über Monate Rapid Wien gehandelt. Der Wechsel scheiterte jedoch vorerst an der Ablöseforderung der Norweger. Soma äußerte sich auch selbst zu dem möglichen Transfer und gab in einem Interview bekannt, zu Rapid wechseln zu wollen.

### SK Rapid Wien
Am 14. August 2009 gab der SK Rapid Wien die Verpflichtung von Ragnvald Soma für zwei Jahre plus Option auf ein weiteres bekannt. Über die Ablösesumme wurde zwischen den beiden Vereinen Stillschweigen vereinbart.
In Folge eroberte er auf Anhieb einen Stammplatz bei den „Grün-Weißen“ und konnte bereits in seinem ersten Wochen bei Rapid den Aufstieg in die Europa League gegen Aston Villa, einen großen Erfolg feiern. Am 26. September 2009 erzielte er im Meisterschaftsspiel gegen den FC Magna sein erstes Tor für Rapid. Zur Sommerpause 2012 wurde er aus dem Kader aussortiert, nachdem zuvor der brasilianische Innenverteidiger Gerson verpflichtet wurde.

### Wechsel nach Dänemark
September 2012 wurde bekanntgegeben, dass Soma beim dänischen Meister FC Nordsjælland unterschrieben hat. Soma bekam einen Vertrag bis Jahresende.

## Nationalmannschaft
Soma ging durch alle Jugendauswahlen Norwegens.
International sorgte er erstmals als Mitglied der norwegischen U-21-Auswahl für Aufsehen. Das Team konnte sich zwar nicht für eine Endrunde qualifizieren, galt aber gespickt mit Spielern wie John Carew, Azar Karadaş oder John Arne Riise als Mannschaft mit überdurchschnittlichem Potential, welches Scouts aus ganz Europa anlockte. Soma galt als Chef der Abwehr.
Erst 2004 debütierte er in der A-Nationalmannschaft im Freundschaftsspiel gegen Belgien. In Folge wurde er Anfang 2005 von Trainer Åge Hareide für die freundschaftlichen Länderspiele gegen Kuwait, Bahrein und Jordanien einberufen. Er kam in allen drei Spielen zum Einsatz.
Daraufhin wurde er nicht mehr für die A-Nationalmannschaft berücksichtigt.